# Pleurodiscus gregarius
Pleurodiscus gregarius är en svampart som beskrevs av Petr. 1931. Pleurodiscus gregarius ingår i släktet Pleurodiscus, divisionen sporsäcksvampar och riket svampar.   Inga underarter finns listade i Catalogue of Life.